# Rhynchochydorus australiensis
Rhynchochydorus australiensis é uma espécie de crustáceo da família Chydoridae.
É endémica da Austrália. 